# 南黎巴嫩

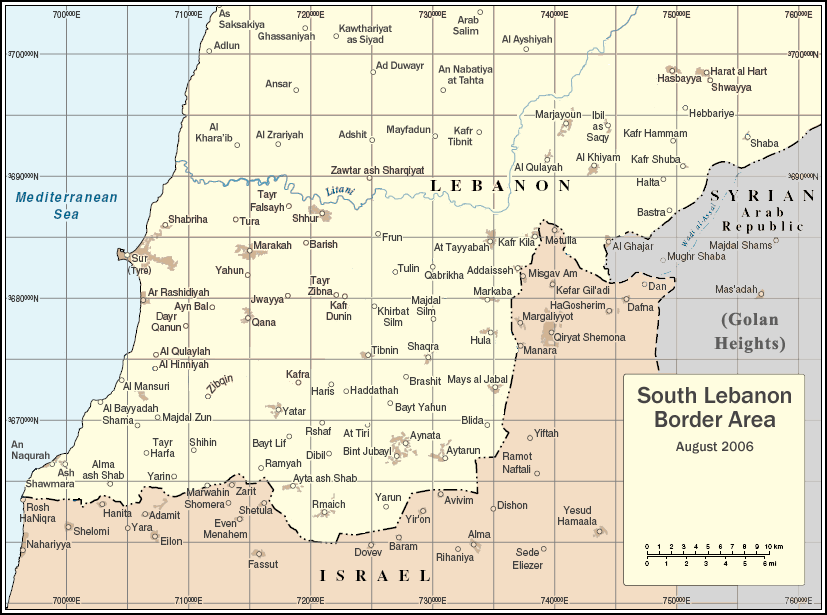
南黎巴嫩

南黎巴嫩（阿拉伯语：‎），又称黎巴嫩南部，是黎巴嫩的一个地区，包括南部省和奈拜提耶省（这两个省在1990年代初属于同一个省份）。拉谢亚和西贝卡则是贝卡省最南端的地区。
该地区的主要城市有赛达、泰尔、傑津和奈拜提耶。黎巴嫩南部的賓特朱拜勒、泰尔和纳巴泰等地拥有大量的什叶派穆斯林人口。赛达市以逊尼派为主，而赛达周邊地区则拥有大量的什叶派穆斯林以及少部分的基督徒群体（主要是默基特希腊礼天主教徒）。傑津和邁爾季歐雲基督徒占多数，但也有什叶派穆斯林。Ain Ebel、Debel、Qaouzah和Rmaich等村庄當地的居民主要信奉马龙尼礼教会。哈斯拜亞地区则是德鲁兹派占多数。

## 历史

### 自由黎巴嫩国和黎巴嫩南部安全带
1979年，萨阿德·哈达德在黎巴嫩南部宣布成立自由黎巴嫩國。该国未能获得国际承认，且該國在1984年萨阿德·哈达德去世后迅速垮台。
黎巴嫩南部是以黎冲突的戰場之一。

### 内贾德进行的国事访问
2010年10月，伊朗总统马哈茂德·艾哈迈迪内贾德访问了黎巴嫩南部。这是他自2005年在德黑兰就任以来首次访问黎巴嫩。以色列和美国都谴责此次访问为“挑衅行为”。艾哈迈迪内贾德受到了成千上万黎巴嫩真主党支持者的欢迎。真主党是伊朗在黎巴嫩的什叶派盟友，尽管其是黎巴嫩脆弱的政府的一部分，但它仍被南美洲大部分国家、欧盟、阿拉伯联盟、美国和以色列部分或全面地认定为恐怖组织。

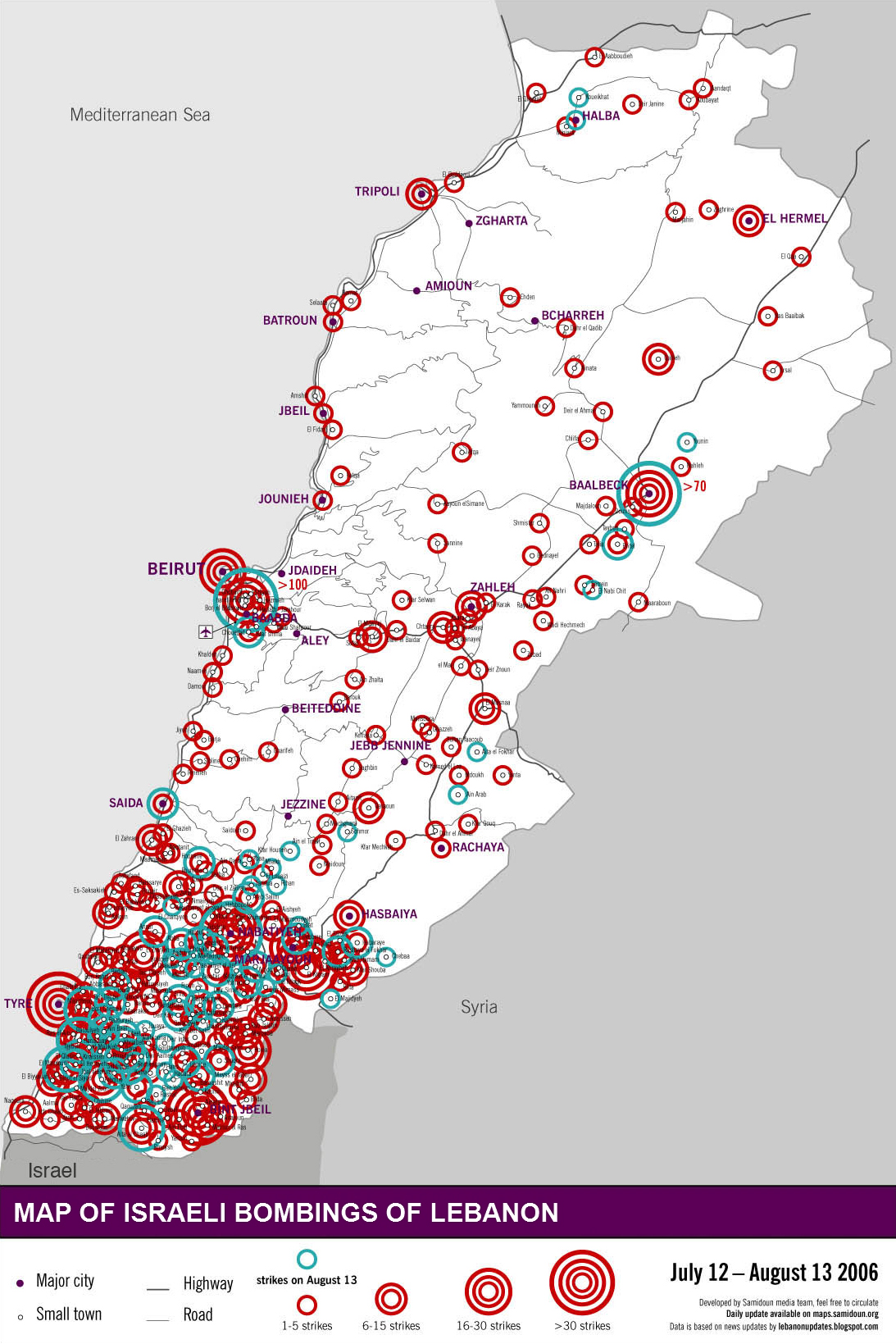
2006年黎巴嫩战争时，以色列轰炸的目标区域（7月至8月），主要集中在黎巴嫩南部。

## 城鎮
- Aaramta（英语：Aaramta）
- Al Rihan（英语：Al Rihan）
- Alma ash-Shab（英语：Alma ash-Shab）
- Abbasieh（英语：Abbasieh）
- Adlun（英语：Adlun）
- Ain Ebel（英语：Ain Ebel）
- Ain Baal（英语：Ain Baal）
- Aitaroun（英语：Aitaroun）
- Ansariye, Lebanon（英语：Ansariye, Lebanon）
- Ansar, Lebanon（英语：Ansar, Lebanon）
- At Tiri（英语：At Tiri）
- Aitit（英语：Aitit）
- Aynata（英语：Aynata）
- Ayta ash Shab（英语：Ayta ash Shab）
- Baraachit（英语：Baraachit）
- Bayt Lif（英语：Bayt Lif）
- Bazouryeh（英语：Bazouryeh）
- Beit Yahoun（英语：Beit Yahoun）
- 賓特朱拜勒
- Blida, Lebanon（英语：Blida, Lebanon）
- Borj el Shamali（英语：Borj el Shamali）
- Borj Qalaouiyeh（英语：Borj Qalaouiyeh）
- Borj Rahal（英语：Borj Rahal）
- Brashit（英语：Brashit）
- Chtoura（英语：Chtoura）
- Deir Kifa（英语：Deir Kifa）
- Deyrintar（英语：Deyrintar）
- Deir Qanoun En Nahr（英语：Deir Qanoun En Nahr）
- Debel, Lebanon（英语：Debel, Lebanon）
- Dibbine（英语：Dibbine）
- Doueir（英语：Doueir）
- Ebel el Saki（英语：Ebel el Saki）
- El Qlaile（英语：El Qlaile）
- El Soultaniyeh（英语：El Soultaniyeh）
- Fardis, Lebanon（英语：Fardis, Lebanon）
- Frun（英语：Frun）
- Ghandouriyeh（英语：Ghandouriyeh）
- Ghaziyeh（英语：Ghaziyeh）
- Ghassaniyeh（英语：Ghassaniyeh）
- Hadata（英语：Hadata）
- Hanaway（英语：Hanaway）
- Harris, Lebanon（英语：Harris, Lebanon）
- Hula, Lebanon（英语：Hula, Lebanon）
- Hounin（英语：Hounin）
- Jabal Amel（英语：Jabal Amel）
- Jarjouh（英语：Jarjouh）
- 贾玛克
- jebchet（英语：jebchet）
- Jmaijmah（英语：Jmaijmah）
- Joiya（英语：Joiya）
- Qabrikha（英语：Qabrikha）
- Kaakaeit al-Jesser（英语：Kaakaeit al-Jesser）
- Kafra, Lebanon（英语：Kafra, Lebanon）
- Kafr Dunin（英语：Kafr Dunin）
- Kafr Kila, Lebanon（英语：Kafr Kila, Lebanon）
- Kawkaba, Lebanon（英语：Kawkaba, Lebanon） or Kaoukaba（英语：Kaoukaba）
- Kfar Melki（英语：Kfar Melki）
- Kafarrouman（英语：Kafarrouman）
- Khirbet Selm（英语：Khirbet Selm）
- Khiam（英语：Khiam）
- Kfarchouba（英语：Kfarchouba）
- Kfarfila（英语：Kfarfila）
- Kfarhamam（英语：Kfarhamam）
- Kfar Tebnit（英语：Kfar Tebnit）
- Kounin（英语：Kounin）
- Mahrouna（英语：Mahrouna）
- Majdel Balhis（英语：Majdel Balhis）
- Majdel Selm（英语：Majdel Selm）
- Marakeh（英语：Marakeh）
- 邁爾季歐雲[5]
- Markaba（英语：Markaba）
- Maroun al-Ras（英语：Maroun al-Ras）
- Marwahin（英语：Marwahin）
- Maaroub（英语：Maaroub）
- Mayfadoun（英语：Mayfadoun）
- Meiss el Jabal（英语：Meiss el Jabal）
- Mlikh（英语：Mlikh）
- Miye ou Miye（英语：Miye ou Miye）
- Maghdouche（英语：Maghdouche）
- 奈拜提耶
- 纳库拉
- Niha Bekaa（英语：Niha Bekaa）
- Nmairiyeh（英语：Nmairiyeh）
- Odaisseh（英语：Odaisseh）

- Qlayaa（英语：Qlayaa）
- Qana（英语：Qana）
- Qantara, Lebanon（英语：Qantara, Lebanon）
- Rab El Thalathine（英语：Rab El Thalathine）
- Rachaf（英语：Rachaf）
- Rachaya El Foukhar（英语：Rachaya El Foukhar）
- Ramyah（英语：Ramyah）
- Rmaich（英语：Rmaich）
- Selaa（英语：Selaa）
- Shaqra, Lebanon（英语：Shaqra, Lebanon）
- Shebaa, Lebanon（英语：Shebaa, Lebanon）以及舍巴農場
- Shihin, Lebanon（英语：Shihin, Lebanon）
- Shhur（英语：Shhur）
- Siddiqine（英语：Siddiqine）
- 賽達
- Sir el Gharbiyeh（英语：Sir el Gharbiyeh）
- Srifa（英语：Srifa）
- As-Sultaniyah（英语：As-Sultaniyah）
- Tallousa（英语：Tallousa）
- Tair Debbe（英语：Tair Debbe）
- Tayr Harfa（英语：Tayr Harfa）
- Tayr Falsayh（英语：Tayr Falsayh）
- Taibeh, Lebanon（英语：Taibeh, Lebanon）
- Tebnine（英语：Tebnine）[6]
- Tura, Lebanon（英语：Tura, Lebanon）
- 泰尔
- 傑津
- Wadi al-Taym（英语：Wadi al-Taym）
- Yarin（英语：Yarin）
- Yaroun（英语：Yaroun）
- Yater（英语：Yater）
- Zibqin（英语：Zibqin）